# Ruovesi
Ruovesi [ˈruɔvɛsi] ist eine Gemeinde in der Landschaft Pirkanmaa im Westen Finnlands. Sie liegt etwa 80 km nördlich von Tampere, am gleichnamigen See Ruovesi, der Teil des Näsijärvi-Seensystems ist. Ruovesi hat 4114 Einwohner (Stand 31. Dezember 2022). Die Gemeinde bedeckt eine Fläche von 950,2 km², wovon 174 km² reine Wasserflächen sind. Die Bevölkerung spricht ausschließlich finnisch.

## Kultur und Sehenswürdigkeiten
Ruovesi wird als schönstes Kirchdorf Finnlands angesehen. Neben der Kirche von 1778 gilt das Herrenhaus Rietonniemi, in dem Johan Ludvig Runeberg an seinem Buch Fähnrich Stahl arbeitete, als besuchenswert. Sehenswert ist auch Kalela, das einstige Landatelier des berühmten Malers Akseli Gallen-Kallela.
Ruovesi ist Ausgangspunkt des Wanderwegs Pirkan Taival, der über den Nationalpark Helvetinjärvi bis nach Virrat führt.

## Wirtschaft und Infrastruktur
In Ruovesi befindet sich eine Anlegestelle für den Dichterweg, die Wasserstraße zwischen Tampere und Virrat. Eine Eisenbahnstrecke existiert nicht, jedoch gibt es regelmäßige Busverbindungen nach Virrat, Tampere und sogar nach Helsinki.

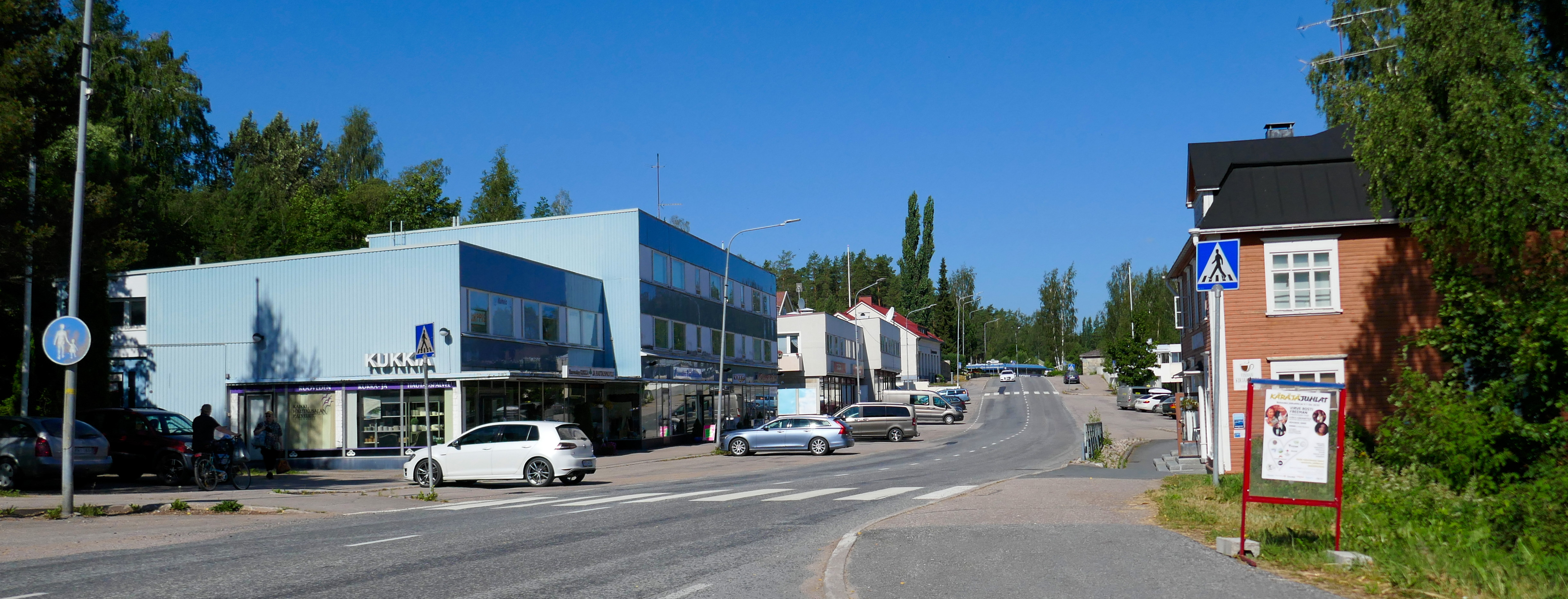
Ruovesi Hauptstrasse

## Söhne und Töchter
- Aarne Michaël Tallgren (1885–1945), Prähistoriker